# Joop Boltendal
Johannes (Joop) Boltendal (Den Helder, 5 februari 1940 – aldaar, 18 juli 2005) was een Nederlands profvoetballer. Voorheen was hij als rechtsmidden in het betaald voetbal actief bij Zwartemeer. In 1965 zette hij een punt achter zijn carrière.

## Statistieken
| Seizoen | Club       | Land      | Competitie       | Wed. | Goals |
| ------- | ---------- | --------- | ---------------- | ---- | ----- |
| 1962/63 | Zwartemeer | Nederland | Tweede divisie A | –    | 3     |
| 1963/64 | Zwartemeer | Nederland | Tweede divisie A | –    | 0     |
| 1964/65 | Zwartemeer | Nederland | Tweede divisie A | –    | 0     |
| Totaal  | Totaal     | Totaal    | Totaal           | –    | 3     |

## Erelijst

### MetZwartemeer
| Competitie     | Winnaar | Winnaar | Runner-up | Runner-up |
| Competitie     | Aantal  | Jaren   | Aantal    | Jaren     |
| -------------- | ------- | ------- | --------- | --------- |
| Nationaal      |         |         |           |           |
| Tweede divisie |         |         | 1x        | 1963/64   |